# Nikołaj Prijezżew
Nikołaj Siemionowicz Prijezżew (ros. Николай Семёнович Приезжев, ur. 19 maja 1919 w Tiemnikowie, zm. 15 grudnia 1989 w Moskwie) – radziecki działacz partyjny, I sekretarz Komitetu Obwodowego KPZR w Riazaniu (1967-1985), członek KC KPZR (1971-1986).
W 1944 ukończył studia w Instytucie Mechanizacji i Elektryfikacji Gospodarki Rolnej im. Kalinina w Saratowie, potem był inżynierem i zastępcą dyrektora obwodowego urzędu w Saratowie, od 1946 w WKP(b). 1949-1955 instruktor i zastępca kierownika Wydziału Rolnego Komitetu Obwodowego WKP(b)/KPZR w Saratowie, 1955-1959 I sekretarz komitetu rejonowego KPZR w obwodzie saratowskim, 1959-1961 instruktor i inspektor Wydziału Organów Partyjnych KC KPZR, o 6 stycznia 1961 do stycznia 1963 II sekretarz Komitetu Obwodowego KPZR w Riazaniu. Od grudnia 1962 do stycznia 1967 przewodniczący Komitetu Wykonawczego Wiejskiej Rady Obwodowej/Komitetu Wykonawczego Rady Obwodowej w Riazaniu. Od 12 stycznia 1967 do 14 grudnia 1985 I sekretarz Komitetu Obwodowego KPZR w Riazaniu, od 9 kwietnia 1971 do 25 lutego 1986 członek KC KPZR, od grudnia 1985 na emeryturze. Deputowany do Rady Związku Rady Najwyższej ZSRR od 8 do 11 kadencji.

## Odznaczenia
- Order Lenina (trzykrotnie)
- Order Rewolucji Październikowej
- Order Czerwonego Sztandaru Pracy (dwukrotnie)
- Medal „Za pracowniczą dzielność”
- Medal 100-lecia urodzin Lenina
- Medal „Za rozwój dziewiczych ziem”
- Medal „Za odwagę w pożarze”